# Košljun (Pag)
Košljun falu Horvátországban Zára megyében. Közigazgatásilag Paghoz tartozik.

## Fekvése
Pagtól légvonalban 5 km-re, közúton 11 km-re délkeletre, a sziget középső részén, délnyugati partján fekszik. Néhány kavicsos stranddal és egy kis autóskempinggel rendelkezik.

## Története
Košljun már évszázadok óta Pag városának nyílt tengeri kikötője volt, melyet a 14. században említenek először. A Pag városát Košljunnal összekötő út a 19. században épült, az egyik legrégibb a szigeten. Košljun mint település viszont viszonylag új hely. Kis halászfaluból a 20. század második felében a turizmus fellendülésével vált üdülőfaluvá. Lakossága zömében csak időszakosan tartózkodik itt, állandó lakhelyük a közeli városban van. 2011-ben 47 állandó lakosa volt.

## Lakosság
| Lakosság változása | Lakosság változása | Lakosság változása | Lakosság változása | Lakosság változása | Lakosság változása | Lakosság változása | Lakosság változása | Lakosság változása | Lakosság változása | Lakosság változása | Lakosság változása | Lakosság változása | Lakosság változása | Lakosság változása | Lakosság változása |
| ------------------ | ------------------ | ------------------ | ------------------ | ------------------ | ------------------ | ------------------ | ------------------ | ------------------ | ------------------ | ------------------ | ------------------ | ------------------ | ------------------ | ------------------ | ------------------ |
| 1857               | 1869               | 1880               | 1890               | 1900               | 1910               | 1921               | 1931               | 1948               | 1953               | 1961               | 1971               | 1981               | 1991               | 2001               | 2011               |
| 0                  | 0                  | 5                  | 0                  | 6                  | 18                 | 18                 | 0                  | 16                 | 19                 | 14                 | 16                 | 5                  | 38                 | 53                 | 47                 |